# Нурмиярви
Нурмиярви (фин. Nurmijärvi) — община на юге Финляндии, в провинции Уусимаа. Расположена примерно в 37 км к северу от Хельсинки. Население составляет 44 773 человек (2023 года); площадь — 367,24 км². Плотность населения — 110,71 чел/км². Официальный язык — финский.
Крупнейшие деревни региона: Клауккала, Раямяки и Рёуккя. Нурмиярви является самой населённой сельской общиной страны.
Община известна как место рождения финского писателя Алексиса Киви и музыканта Тимо Толкки.

## Демография
На 31 января 2011 года в общине Нурмиярви проживают 40 061 человек: 19 950 мужчин и 20 111 женщин.
Финский язык является родным для 96,61 % жителей, шведский — для 1,25 %. Прочие языки являются родными для 2,14 % жителей общины.
Возрастной состав населения:
- до 14 лет — 23,15 %
- от 15 до 64 лет — 64,94 %
- от 65 лет — 11,6 %

Изменение численности населения по годам:
| Год  | Численность |
| ---- | ----------- |
| 1980 | 22115       |
| 1990 | 28129       |
| 2000 | 33104       |
| 2010 | 39937       |
| 2011 | 40061       |

## Известные уроженцы и жители
- Йокинен, Антти (род. 1968) — финский кинорежиссёр
- Киви, Алексис (1834—1872) — финский писатель
- Толкки, Тимо (род. 1966) — финский музыкант